# إيغناسيو كاروكا
إيغناسيو كاروكا (بالإسبانية: Ignacio Caroca) (2 نوفمبر 1993 بكوريكو في تشيلي - ) هو مدرب كرة قدم ولاعب كرة قدم تشيلي في مركز الوسط. شارك مع منتخب تشيلي تحت 20 سنة لكرة القدم. أما مع النوادي، فقد لعب مع كولو-كولو وكوريكو يونيدو وديبورتيفو نوبلينس ‏ وA.C. Barnechea ‏ وديبورتيس إيكيكي.

## وصلات خارجية
- إيغناسيو كاروكا على موقع قاعدة بيانات كرة القدم.إي يو (الإنجليزية)
- إيغناسيو كاروكا على موقع Soccerway.com (الإنجليزية)
- إيغناسيو كاروكا على موقع AS.com (الإسبانية)